# Sublime Mix
Sublime Mix è un album di Jean-Michel Jarre, pubblicato nel 2006 come edizione limitata promozionale per la Jaguar francese. L'album contiene un mix di sei brani ripresi da Geometry of Love e Live Printemps de Bourges 2002.
Questo album è stato distribuito gratuitamente ai potenziali clienti Jaguar durante la promozione del modello XK 2007.

## Tracce
1. Pleasure Principle – 5:48
2. Velvet Road – 5:48
3. Geometry of Love (Part 1) – 3:38
4. Soul Intrusion – 2:04
5. Geometry of Love (Part 2) – 3:54
6. Alive in Bourges – 20:41